# Karin von der Recke
Karin von der Recke født Karin Eloisa Larsson (8. april 1891 - 1968) var en dansk forfatter, oversætter og journalist. 
Recke var oprindeligt uddannet fægterlærer hos Leonce Mahaut i 1919. Hun underviste blandt andet i Studinernes Fægteklub i Studenterforeningen. Sideløbende studerede hun sprog og litteratur og opbyggede særligt en interesse for engelsk kultur. I 1924 giftede hun sig med direktør Adolph von der Recke og opgav sin fægterkarriere. 
I 1929 skrev Recke et skuespil for børn med musik af Fini Henriques Mor Huldas Drenge. Hun oversatte desuden flere engelske bøger til dansk og skrev for reportager fra Danmark til adskillige engelsksprogede aviser. Hendes måske største bedrift er imidlertid hendes dagbog fra Vestre Fængsel, hvor hun hensad nogle måneder under 2. Verdenskrig som mistænkt for hjælp til illegale transporter, og som hun udgav i 1948 under titlen I Vestre Fængsel: Dagbogsblade og Episoder fra Kvindegangen (Hagerup, København 1946.